# Steve Backley
Steve Backley (Londres, Regne Unit 1969) és un atleta britànic, ja retirat, especialista en llançament de javelina i guanyador de tres medalles olímpiques.

## Biografia
Va néixer el 12 de febrer de 1969 al barri de Sidcup, situat al districte de Bexley, que forma part de l'anomenat Gran Londres.
L'any 1995 fou nomenat membre de l'Orde de l'Imperi Britànic (MBE), esdevenint Oficial de l'Imperi Britànic (OBE) l'any 2005.

## Carrera esportiva
Va participar, als 23 anys, en els Jocs Olímpics d'Estiu de 1992 celebrats a Barcelona (Catalunya), on va aconseguir guanyar la medalla de bronze en la competició masculina de llançament de javelina. En els Jocs Olímpics d'Estiu de 1996 realitzats a Atlanta (Estats Units) va aconseguir guanyar la medalla de plata, un metall que aconseguí revalidar en els Jocs Olímpics d'Estiu de 2000 realitzats a Sydney (Austràlia) en ambdues ocasions per darrere del txec Jan Železný i que el convertí en l'únic atleta britànic capaça d'aconseguir metalls en tres olimpíades. Participà en els Jocs Olímpics d'Estiu de 2004 realitzats a Atenes (Grècia), on finalitzà en quarta posició i guanyà així un diploma olímpic.
Al llarg de la seva carrera ha guanyat dues medalles en el Campionat del Món d'atletisme, totes elles de plata; quatre medalles en el Campionat d'Europa d'atletisme, totes elles d'or; dues medalles en la Universíada, totes elles d'or; i quatre medalles en els Jocs de la Commonwealth, tres d'elles d'or.
L'any 1990 fou nomenat Atleta de l'any per part de l'Associació Internacional de Federacions d'Atletisme (IAAF).